# (21229) Sušil
21229 Susil (1995 SM1) – planetoida z pasa głównego asteroid okrążająca Słońce w ciągu 4,28 lat w średniej odległości 2,64 j.a. Odkryta 22 września 1995 roku.